# Cobos
Cobos är en ort i Mexiko.   Den ligger i kommunen Tuxpan och delstaten Veracruz, i den sydöstra delen av landet, 250 km nordost om huvudstaden Mexico City. Cobos ligger 5 meter över havet och antalet invånare är 587.
Terrängen runt Cobos är mycket platt. Runt Cobos är det ganska tätbefolkat, med 160 invånare per kvadratkilometer. Närmaste större samhälle är Tuxpan de Rodríguez Cano, 5,1 km väster om Cobos. Trakten runt Cobos består till största delen av jordbruksmark.